# جيمي أونيل (دي جيه)
جيمي أونيل (بالإنجليزية: Jimmy O'Neill)‏ هو دي جيه أمريكي، ولد في 8 يناير 1940 في إنيد في الولايات المتحدة، وتوفي في 11 يناير 2013 في ويست هوليوود في الولايات المتحدة.

## وصلات خارجية
- جيمي أونيل على موقع IMDb (الإنجليزية)